# Championnat de Finlande de football 1978
Navigation
Saison précédente Saison suivante
La saison 1978 du Championnat de Finlande de football était la 49e édition de la première division finlandaise à poule unique, la Mestaruussarja. Les douze meilleurs clubs du pays jouent les uns contre les autres à deux reprises durant la saison, à domicile et à l'extérieur. À la fin de la compétition, les 2 derniers du classement sont relégués et remplacés par les 2 meilleurs clubs d'Ykkonen, la deuxième division finlandaise.
C'est le HJK Helsinki qui est sacré champion de Finlande cette saison après avoir terminé en tête du classement final du championnat, avec un seul point d'avance sur le KPT Kuopio (club promu d'Ykonnen) et deux sur le tenant du titre, le Haka Valkeakoski. C'est le 12e titre de champion de l'histoire du club.

## Les 12 clubs participants
| - Kiffen Helsinki - Pyrkivä Turku - Promu de Ykkonen - KPV Kokkola - KPT Kuopio - Promu de Ykkonen - Haka Valkeakoski - OPS Oulu | - HJK Helsinki - MiPK Mikkeli - OTP Oulu - TPS Turku - KuPS Kuopio - Reipas Lahti |

## Compétition

### Classement
Le barème de points servant à établir le classement se décompose ainsi :
- Victoire : 2 points
- Match nul : 1 point
- Défaite : 0 point

| Rang | Équipe             | Pts | J  | G  | N | P  | Bp | Bc | Diff |
| ---- | ------------------ | --- | -- | -- | - | -- | -- | -- | ---- |
| 1    | HJK Helsinki       | 33  | 22 | 13 | 7 | 2  | 52 | 29 | +23  |
| 2    | KPT Kuopio P       | 32  | 22 | 12 | 8 | 2  | 35 | 15 | +20  |
| 3    | Haka Valkeakoski T | 31  | 22 | 12 | 7 | 3  | 42 | 19 | +23  |
| 4    | TPS Turku          | 26  | 22 | 12 | 2 | 8  | 57 | 29 | +28  |
| 5    | OPS Oulu           | 26  | 22 | 11 | 4 | 7  | 34 | 21 | +13  |
| 6    | MiPK Mikkeli       | 25  | 22 | 11 | 3 | 8  | 29 | 22 | +7   |
| 7    | KuPS Kuopio        | 21  | 22 | 9  | 3 | 10 | 33 | 31 | +2   |
| 8    | KPV Kokkola        | 21  | 22 | 8  | 5 | 9  | 26 | 31 | -5   |
| 9    | Reipas Lahti C     | 19  | 22 | 5  | 9 | 8  | 20 | 35 | -15  |
| 10   | Pyrkivä Turku P    | 17  | 22 | 4  | 9 | 9  | 14 | 28 | -14  |
| 11   | Kiffen Helsinki    | 7   | 22 | 2  | 3 | 17 | 13 | 58 | -45  |
| 12   | OTP Oulu           | 6   | 22 | 1  | 4 | 17 | 15 | 52 | -37  |

|  | Qualification pour la Coupe d'Europe des clubs champions 1979-1980                      |
|  | Qualification pour la Coupe des Coupes 1979-1980                                        |
|  | Qualification pour la Coupe UEFA 1979-1980                                              |
|  | Relégation en deuxième division                                                         |
|  | T Tenant du titre C Vainqueur de la Coupe de Finlande P Club promu de deuxième division |

## Bilan de la saison
| Championnat de Finlande de football 1978                  |                          |
| Champion                                                  | HJK Helsinki (12e titre) |
| Coupes et trophées                                        |                          |
| Vainqueur de la Coupe de Finlande 1978                    | Reipas Lahti             |
| Qualifications continentales                              |                          |
| Coupe d'Europe des clubs champions 1979-1980 Premier tour | HJK Helsinki             |
| Coupe des Coupes 1979-1980 Premier tour                   | Reipas Lahti             |
| Coupe UEFA 1979-1980 Premier tour                         | KPT Kuopio               |
| Promotions et relégations                                 |                          |
| Promus en Mestaruussarja                                  | Ilves Tampere            |
| Promus en Mestaruussarja                                  | KTP Kotka                |
| Relégués en Ykkonen                                       | Kiffen Helsinki          |
| Relégués en Ykkonen                                       | OTP Oulu                 |